# Dracaena ombet
Dracaena ombet – gatunek drzewa z rodziny szparagowatych. Występuje naturalnie na terenie Arabii Saudyjskiej, Dżibuti, Egiptu, Erytrei, Etiopii, Somalii i Sudanu (według niektórych źródeł także w Ugandzie).

## Ekologia i biologia
Rośnie w pustynnych górach. Kiedyś powszechnie i licznie występujący, obecnie doświadczył spadku populacji w całym obszarze występowania. Rozproszone osobniki pozostają w trudno dostępnych miejscach.  Szczególnie narażone na wyginięcie są subpopulacje na wzgórzach nad Morzem Czerwonym, w Parku Narodowym Gebel Elba na terytorium spornym Egiptu i Sudanu. Inne mniejsze subpopulacje zostały odkryte w ostatnich latach w południowo-wschodnim Egipcie w pobliżu granicy z Sudanem, w Gebel Shindeib i może również występować w Gebel Shindodai.
Subpopulacja o małej zdolności regeneracji w Parku Narodowym Gebel Elba w 2008 roku występowała na 13 stanowiskach, w których rosło 383 drzew. Występowały one na wysokości 450–1250 m n.p.m. Średnia roczna suma opadów na tym obszarze wynosi około 50 mm. Tylko 163 osobniki były w dobrym stanie, co stanowi tylko 46,1% całej subpopulacji. Te liczby oznaczają, że liczba okazów na tym obszarze spadła o 36,36% w porównaniu z 2007 rokiem. Społeczność lokalna ma również tradycyjny system ochrony tego gatunku, lecz długotrwała susza oraz niestabilne warunki społeczno-ekonomiczne sprawiają, że działania tej społeczności nie poprawiają kondycji tej subpopulacji.
Z badań w Gebel Shindeib wynika, że występują tu tylko dojrzałe okazy, z których wiele jest niezdrowych z powodu suszy, zostały zaatakowane przez pasożytniczego szkodnika bądź chorobę. Subpopulacja zmniejsza się liczebnie – nie zaobserwowano występowania młodych roślin.
W północnym Sudanie populacja tego gatunku prawdopodobnie całkowicie zanikła na jedynym obszarze w tym kraju, na którym wiadomo było, że istniała.
W Dżibuti gatunek został zaobserwowany w górach Goda oraz w pobliżu jeziora Ghoubet. 

## Zastosowanie
Jego dojrzałe owoce są jadalne i spożywane przez miejscowe społeczności, jako uzupełnienie ich skromnej diety.

## Zagrożenia
Największymi zagrożeniami dla występowania tego gatunku są nadmierny wypas bydła, wycinki, susze i ewentualne ataki gatunków pasożytniczych, które mogą przyczynić się do dalszego spadku jego zasobów. Działania nad utrzymaniem istnienia tego gatunku zostały zainicjowane w Parku Narodowym Gebel Elba i okolicznych górach.